# Moskvas monorail

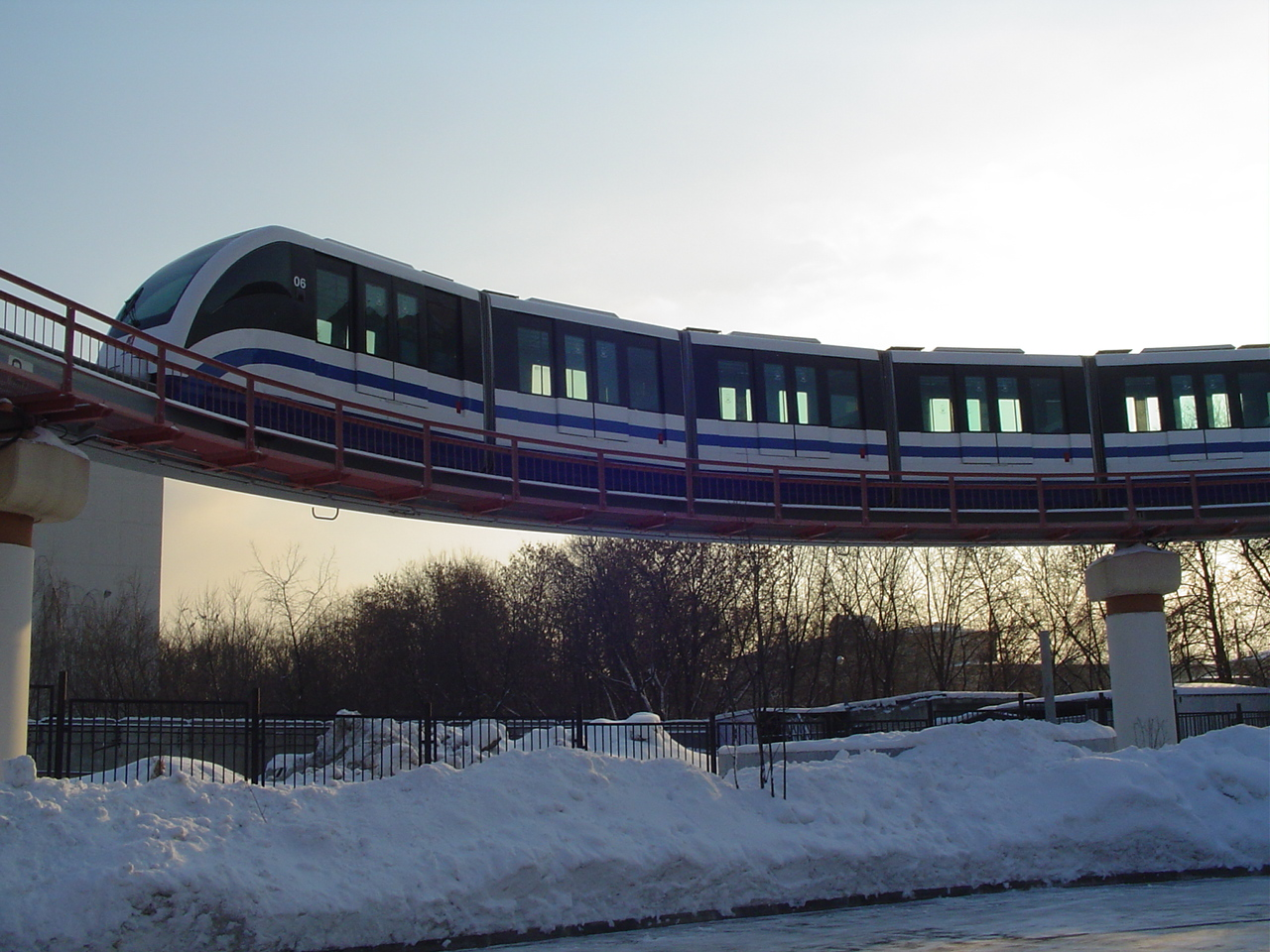

Moskvas monorail (ryska: Моско́вская Моноре́льсовая Тра́нспортная Система, MMCT) är en monorail belägen i Severo-Vostotjnyj-distriktet i Moskva. Den började byggas 1998 och invigdes 30 november 2004.